# Krítou Térra
Krítou Térra (grec moderne : Κρήτου Τέρρα) est un village de Chypre de plus de 86 habitants.